# Dampjoux
Dampjoux är en kommun i departementet Doubs i regionen Bourgogne-Franche-Comté i östra Frankrike. Kommunen ligger i kantonen Saint-Hippolyte som tillhör arrondissementet Montbéliard. År 2022 hade Dampjoux 164 invånare.

## Befolkningsutveckling
Antalet invånare i kommunen Dampjoux
Referens:INSEE